# IC 4996

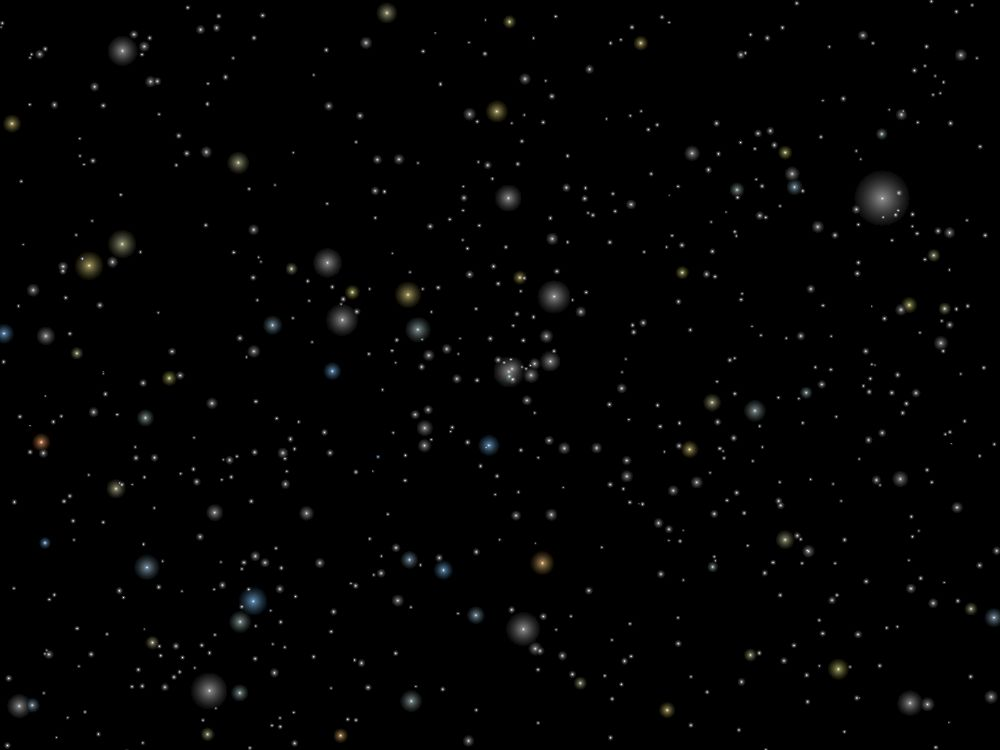
Sternhaufen IC 4996 (2007)

IC 4996 ist ein offener Sternhaufen vom Trumpler-Typ II3p im Sternbild Cygnus, der eine scheinbare Helligkeit von 7,3 mag hat. Das Objekt wurde im Jahre 1896 von Hugo Clemens entdeckt.